# Solto Collina
Solto Collina – miejscowość i gmina we Włoszech, w regionie Lombardia, w prowincji Bergamo.
Według danych na styczeń 2009 gminę zamieszkiwało 1695 osób przy gęstości zaludnienia 141 os./1 km².